# شهرستان چبارکولسکی
شهرستان چبارکولسکی (به لاتین: Chebarkulsky District) یک شهرستان در روسیه است که در استان چلیابینسک واقع شده‌است.